# Illit
Illit (кор. 아일릿, aillit, стилізується великими літерами, читається «Айлліт») — південнокорейський жіночий гурт, сформований Belift Lab, саблейблом Hybe через шоу R U Next?. Гурт складається з п'яти учасниць: Юни, Мінджу, Моки, Вонхі та Ірохи. Спочатку складався з шести учасниць, але Йонсо залишила гурт 5 січня 2024 року з особистих причин.

## Назва
Ім'я I'll-It (раніше) було представлено під час прямого ефіру останнього епізоду R U Next?. В епізоді було пояснено, що назва «означає вибір власного дієслова, яке можна поставити між I'll і It», передаючи здатність учасниць діяти та приймати рішення самостійно.

## Кар'єра

### 2023—2024: переддебютна діяльність і формування черезR U Next?
Шоу R U Next? мережі JTBC з 10 епізодів транслювалося з 30 червня по 1 вересня 2023 року, в якому 22 учасниці змагалися за дебют у жіночому гурті під керівництвом Belift Lab, їхнього першого жіночого гурту та третього жіночого гурту Hybe, після Le Sserafim і NewJeans. В останньому епізоді було сформовано склад гурту з шести учасниць, з яких двох обрала публіка, а чотирьох — продюсери компанії. Остаточний склад був оприлюднений наприкінці трансляції. 5 січня 2024 року Belift Lab оголосили, що Йонсо покидає гурт. Раніше Йонсо та Belift Lab обговорили її майбутню діяльність та за взаємною згодою вирішили розірвати її контракт.

### 2024–тепер: дебют ізSuper Real Me
13 лютого Belift Lab підтвердили, що Illit дебютують в березні. 21 лютого було знову підтверджено, що Illit дебютують 25 березня зі своїм першим мініальбомом, а голова Hybe Бан Шіхьок виступить продюсером їхнього альбому. 26 лютого агентство оголосило назву першого мініальбому — Super Real Me, а попередні замовлення відкрилися в той же день, що й оголошення. 28 лютого Illit вперше виступили на публіці як гурт на показі Acne Studios під час Паризького тижня моди, що зробило їх першим K-pop гуртом, який з'явився на заході ще до свого офіційного дебюту. Трек-лист Super Real Me був оприлюднений через тиждень 9 березня. Головним синглом стала пісня «Magnetic». Всього буде випущено чотири треки, включно з «Magnetic». Три інші композиції в альбомі: «My World», «Midnight Fiction» і «Lucky Girl Syndrome».
Перед своїм дебютом у тому ж місяці Illit були обрані новими обличчями останньої глобальної кампанії Acne Studios SS24. Тизер до музичного відео їхнього майбутнього дебютного синглу «Magnetic» було офіційно випущено 22 березня 2024 року. Офіційний дебют гурту разом з виходом офіційного кліпу до «Magnetic» відбувся 25 березня.

## Учасниці

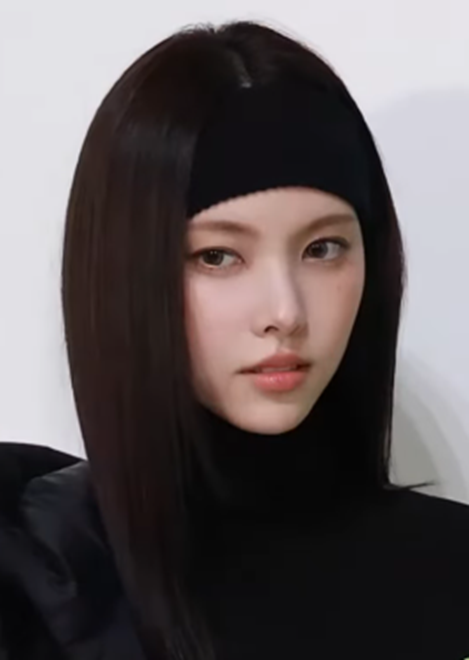
Юна
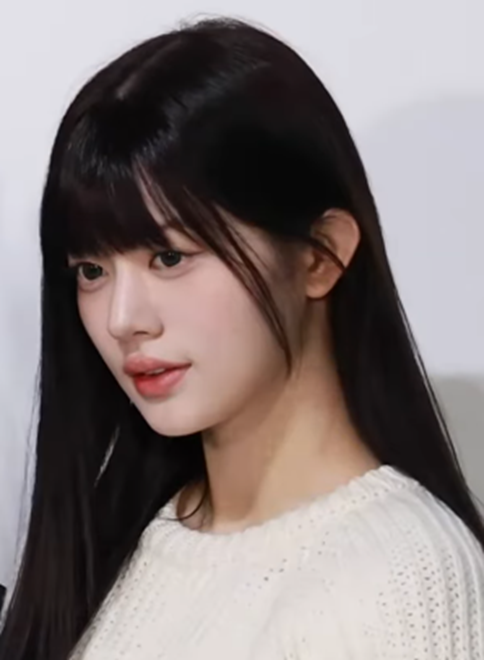
Мінджу
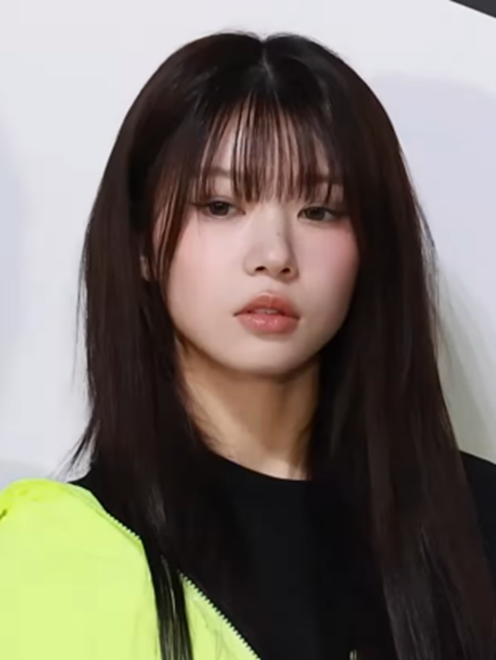
Мока
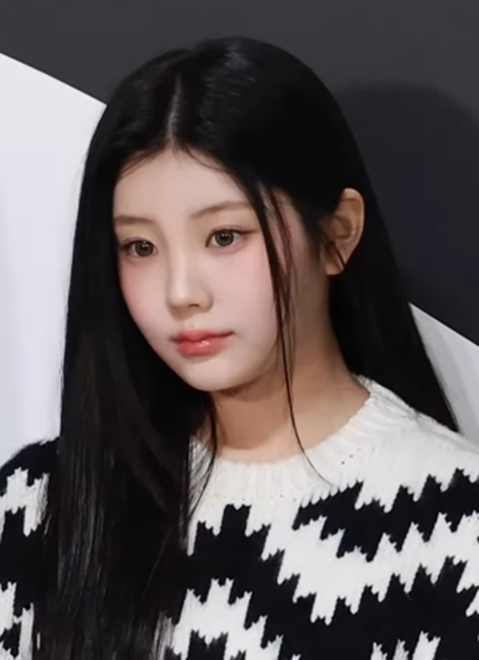
Вонхі
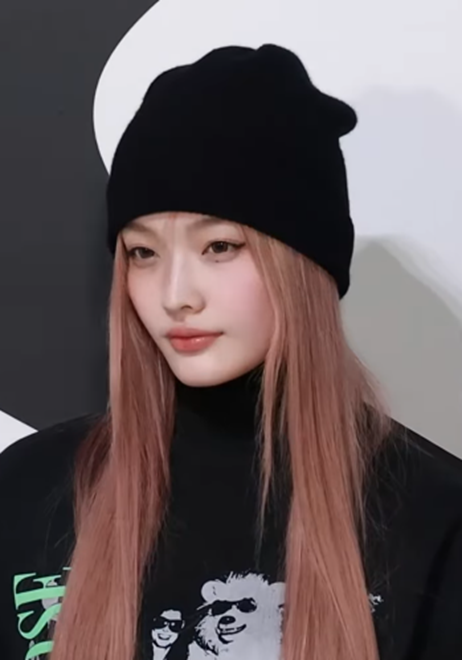
Іроха

| Сценічне ім'я | Сценічне ім'я | Справжнє ім'я  | Справжнє ім'я                 | Дата народження           | Позиції в гурті |
| Українською   | Хангиль       | Українською    | Хангиль/кандзі                | Дата народження           | Позиції в гурті |
| ------------- | ------------- | -------------- | ----------------------------- | ------------------------- | --------------- |
| Юна           | 윤아          | Но Юна         | 노윤아                        | 15 січня 2004 (21 рік)    | Лідерка         |
| Мінджу        | 민주          | Пак Мінджу     | 박민주                        | 11 травня 2004 (21 рік)   | —               |
| Мока          | 모카          | Сакай Мока     | さかい もか / 사카이 모카     | 8 жовтня 2004 (20 років)  | —               |
| Вонхі         | 원희          | Лі Вонхі       | 이원희                        | 26 червня 2007 (17 років) | —               |
| Іроха         | 이로하        | Хоказоно Іроха | 外園 いろは / 호카조노 이로하 | 4 лютого 2008 (17 років)  | Макне           |

## Дискографія

### Мініальбоми
| Назва         | Деталі | Пікові позиції у чартах | Пікові позиції у чартах | Пікові позиції у чартах | Пікові позиції у чартах | Пікові позиції у чартах | Продажі                                                 | Сертифікації     |
| Назва         | Деталі | KOR                     | JPN                     | JPN Hot                 | US                      | US World                | Продажі                                                 | Сертифікації     |
| ------------- | --- | ----------------------- | ----------------------- | ----------------------- | ----------------------- | ----------------------- | ------------------------------------------------------- | ---------------- |
| Super Real Me | - Дата виходу: 25 березня 2024 - Лейбл: Belift Lab, YG Plus - Формати: CD, цифрове завантаження, потокове передавання | 3                       | 3                       | 3                       | 93                      | 2                       | - Південна Корея: 672,020 - Японія: 30,966 - США: 4,000 | - KMCA: Platinum |

### Сингли
| Назва      | Рік  | Пікові позиції у чартах | Пікові позиції у чартах | Пікові позиції у чартах | Пікові позиції у чартах | Пікові позиції у чартах | Пікові позиції у чартах | Пікові позиції у чартах | Пікові позиції у чартах | Пікові позиції у чартах | Пікові позиції у чартах | Продажі                | Альбом        |
| Назва      | Рік  | KOR                     | KOR Songs               | AUS                     | CAN                     | JPN Hot                 | NZ                      | SGP                     | UK                      | US                      | WW                      | Продажі                | Альбом        |
| ---------- | ---- | ----------------------- | ----------------------- | ----------------------- | ----------------------- | ----------------------- | ----------------------- | ----------------------- | ----------------------- | ----------------------- | ----------------------- | ---------------------- | ------------- |
| «Magnetic» | 2024 | 1                       | 1                       | 29                      | 37                      | 3                       | 30                      | 1                       | 80                      | 91                      | 6                       | - Японія: 4,379 (Циф.) | Super Real Me |

### Інші пісні у чартах
| Назва                                                                            | Рік  | Пікові позиції у чартах | Пікові позиції у чартах | Альбом        |
| Назва                                                                            | Рік  | KOR                     | JPN Hot                 | Альбом        |
| -------------------------------------------------------------------------------- | ---- | ----------------------- | ----------------------- | ------------- |
| «My World»                                                                       | 2024 | 153                     | —                       | Super Real Me |
| «Lucky Girl Syndrome»                                                            | 2024 | 28                      | 95                      | Super Real Me |
| «Midnight Fiction»                                                               | 2024 | 173                     | —                       | Super Real Me |
| «—» релізи, що не потрапили у чарти або не були випущені у відповідних регіонах. |      |                         |                         |               |

## Відеографія

### Музичні відео
| Назва                 | Рік  | Режисер(и)          | Прим.         |
| --------------------- | ---- | ------------------- | ------------- |
| «Magnetic»            | 2024 | DQM                 | [ 39 ] [ 40 ] |
| «Lucky Girl Syndrome» | 2024 | Kim In Tae (AFF)    | [ 41 ] [ 42 ] |
| «Midnight Fiction»    | 2024 | Mnet Digital Studio | [ 43 ]        |

## Фільмографія

### Реаліті-шоу
| Рік  | Назва     | Нотатки                                   | Прим.  |
| ---- | --------- | ----------------------------------------- | ------ |
| 2023 | R U Next? | Реаліті-шоу, яке визначило учасниць Illit | [ 44 ] |

### Веб-шоу
| Рік  | Назва         | Нотатки                              | Прим.  |
| ---- | ------------- | ------------------------------------ | ------ |
| 2023 | I'll Like It! | Переддебютне реаліті-шоу; 6 епізодів | [ 45 ] |